# Parkeer en reis
Een parkeer en reis-voorziening (Engels: park and ride), vaak aangeduid als P&R of P+R, is een parkeervoorziening bij een halte of station die bedoeld is voor automobilisten die vervolgens met het openbaar vervoer verder reizen. Ook in de buurt van opritten van autosnelwegen worden parkeervoorzieningen aangelegd waar automobilisten kunnen overstappen op het openbaar vervoer of carpool-reizen.
De aanleg van deze infrastructuur wordt gezien als een middel om de congestie te verminderen. Tevens is het een middel om in niet-stedelijke gebieden de efficiëntie van openbaarvervoernetwerken te verhogen.
Afhankelijk van het doelpubliek onderscheidt men drie types:

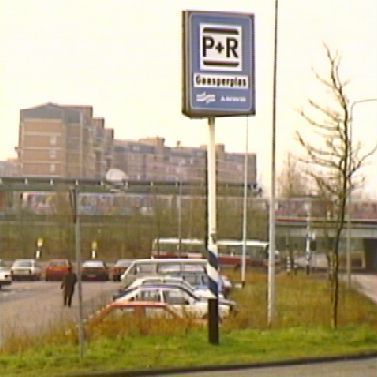
De herkomst P+R is een zone waar geparkeerd wordt om het openbaar vervoer te nemen om zich naar een ver gelegen bestemming te begeven. Het doel van deze parking is om bestuurders aan het begin van hun reis te laten overstappen op het openbaar vervoer.
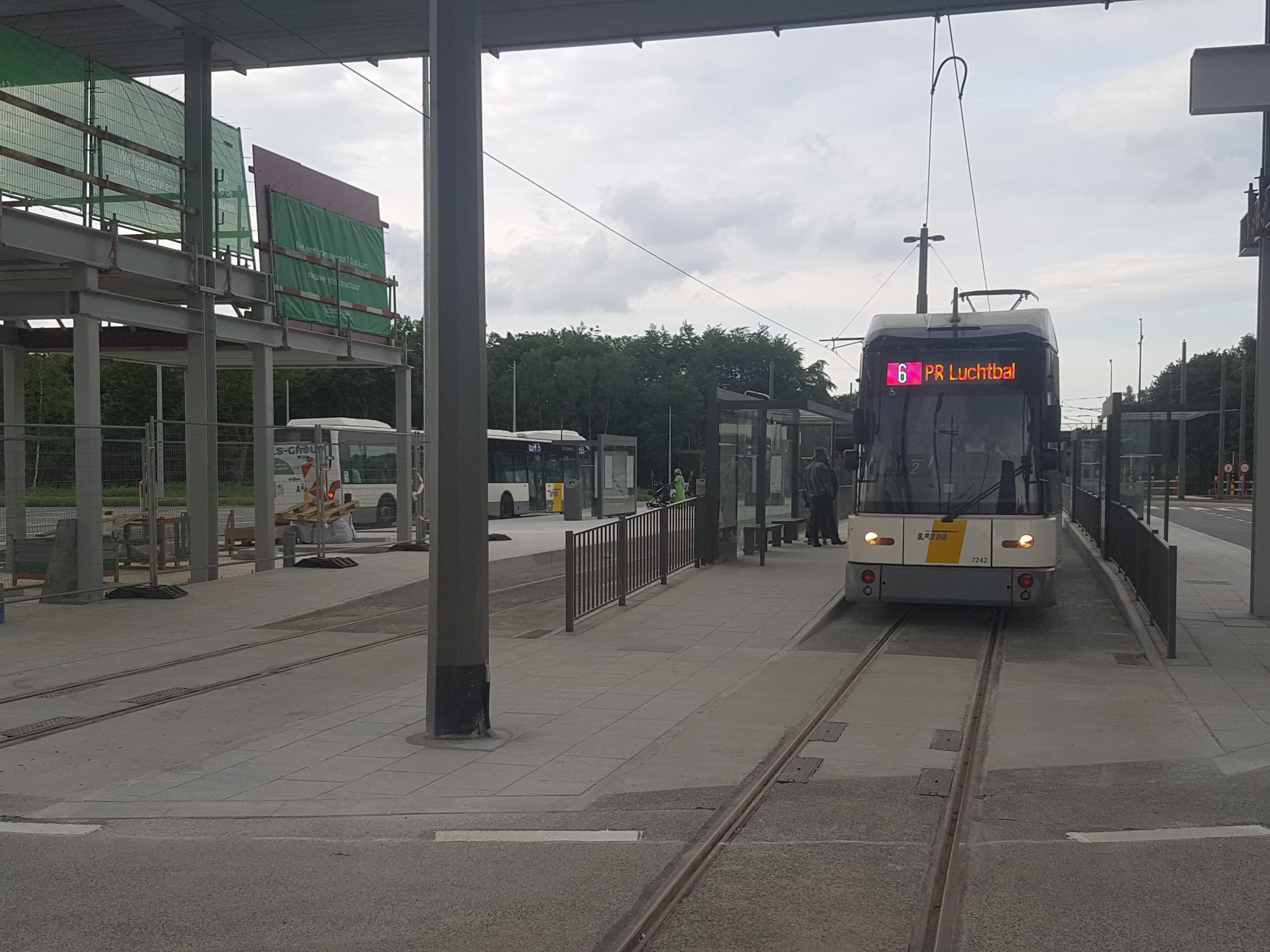
P+R Luchtbal (Antwerpen) met tramlijn 6 en bus 720
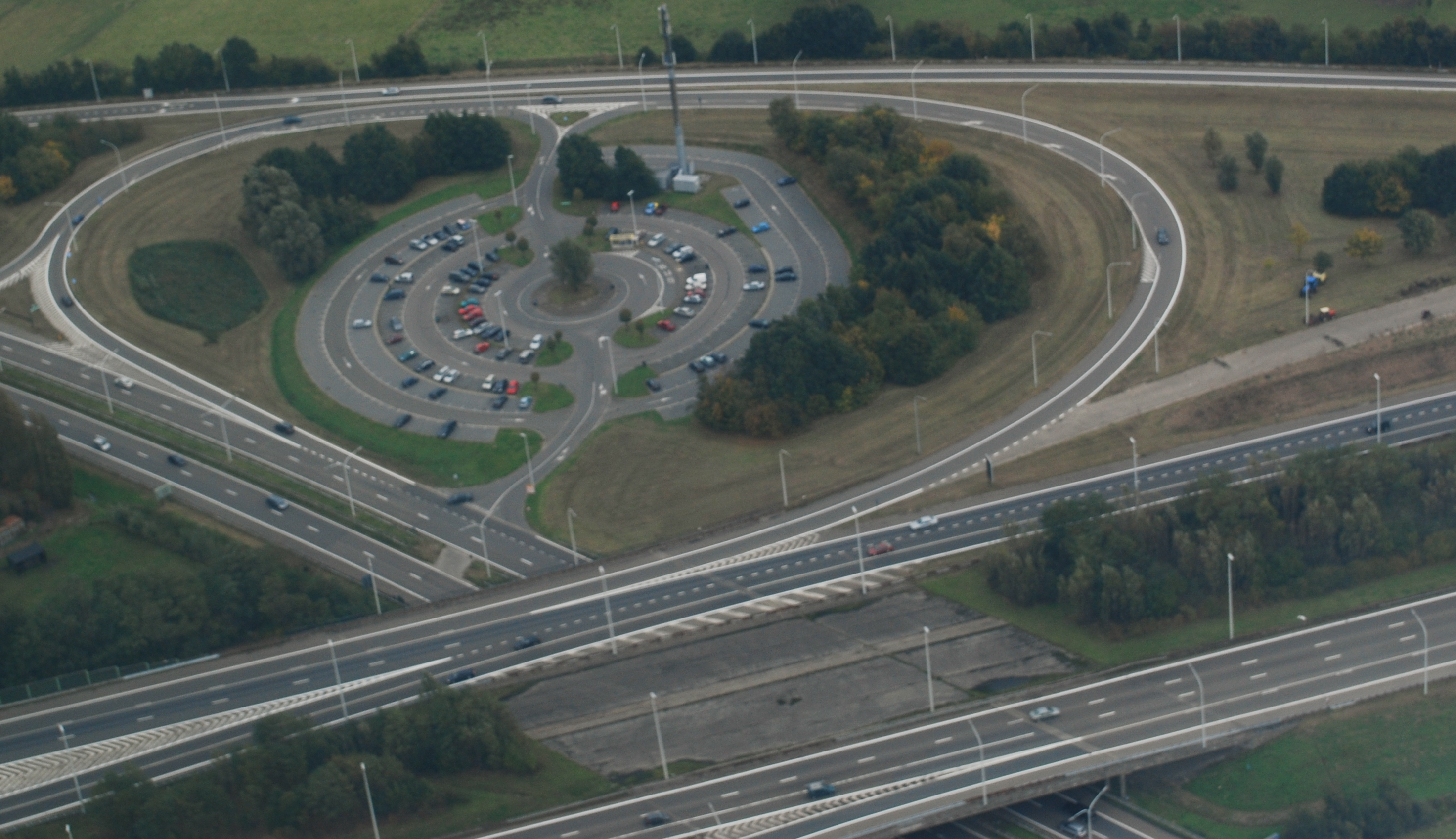
Pendelparking bij de E19-afrit Kontich

- De P+R met bestemmingsfunctie heeft tot doel om de bestuurders net voor het bereiken van de eindbestemming te laten overstappen op het openbaar vervoer.
- De P+R met een gebiedsfunctie ligt tussen het vertrek- en eindpunt van de bestuurders.

## Transferium
Een groter parkeerterrein buiten het stadscentrum, dat specifiek voor reizen naar de binnenstad is bedoeld, wordt soms transferium genoemd. Hier kan men voordelig parkeren en met de bus, fiets, trein, tram of metro naar het stadscentrum reizen of naar een bedrijventerrein. Het verschil tussen een transferium en een P+R-terrein is dat een P+R-terrein alleen een parkeerplaats is op een locatie bij een ov-knooppunt en een transferium een parkeerplaats is voor reizen naar het stadscentrum. Er zijn enkele transferia in Nederland die ook voor bedrijven worden gebruikt, dit wordt gecombineerd met het doel van een gewone P+R-terrein. Zo'n uitgebreid transferium wordt ook wel een mobiliteitshub genoemd.
In Vlaanderen wordt met transferium een groot ov-knooppunt bedoeld waar men kan overstappen tussen verschillende vervoersmodi.